# Elysian
Elysian é uma cidade localizada no estado americano de Minnesota, no Condado de Le Sueur e Condado de Waseca.

## Demografia
Segundo o censo americano de 2000, a sua população era de 486 habitantes. Em 2020, foi estimada uma população de 708, um aumento de 222 habitantes (45.6%).

## Geografia
De acordo com o Departamento do Censo dos Estados Unidos (USCB) tem uma área de 3,72 km², dos quais 3,09 km² cobertos por terra e 0,63 km² cobertos por água. Elysian localiza-se a aproximadamente 317 m acima do nível do mar.

## Localidades na vizinhança
O diagrama seguinte representa as localidades num raio de 20 km ao redor de Elysian.